# Ngoạ Long tự
Bài này viết về tên một ngôi chùa tại Tây An, Trung Quốc. Các nghĩa khác xin xem thêm Ngọa Long.
Ngoạ Long tự (臥龍寺) là một ngôi chùa ở phố Bách Thụ Lâm (柏樹林), thành phố Tây An (西安), tỉnh Thiểm Tây (陝西), Trung Quốc, được xây cất vào đời nhà Tuỳ, ban đầu gọi là "Phúc Ứng Thiền tự" (福應禪寺). Bởi hoạ gia đời nhà Đường là Ngô Đạo Tử từng vì tự viện mà vẽ tượng Quan Âm nên còn được gọi là "Quan Âm Tự" (觀音寺). Đầu đời nhà Tống, cao tăng Huệ Quả vào viện làm trụ trì, suốt ngày nằm dài nên người đời gọi là "Ngoạ Long Hoà Thượng", tự viện cũng được gọi là Ngoạ Long tự. Từ đời Tống Nguyên trở đi đã trở thành thập phương thiền lâm. Đời nhà Minh, Tần vương Phiên Phủ từng bỏ của cải ra trùng tu, cho nên hàng ngàn năm qua hương khói không dứt. Những vị trụ trì nhiều đời đều là đại đức cao tăng, nhất là thích sưu tập trân vật Phật môn. Tự viện cất giữ bối diệp kinh Ấn Độ, tượng Phật đá đời Bắc Nguỵ, đều có giá trị lịch sử. Ngoài ra còn có chuông sắt đúc vào khoảng niên hiệu Hàm Bình (998-1003) đời Tống và lư hương bằng đá Đại lý do Lạt-ma Tây Tạng lưu tặng, đều là những trân phẩm hiếm có.